# Idioma chipaya
La lengua chipaya (autoglotónimo chipay taqu) es hablada por cerca de dos mil personas en Bolivia, específicamente en las provincias de Carangas y Sabaya en el departamento de Oruro.
Desde la promulgación del decreto supremo N.º 25894 el 11 de septiembre de 2000 el uru-chipaya es una de las lenguas indígenas oficiales de Bolivia, lo que fue incluido en la Constitución Política al ser promulgada el 7 de febrero de 2009.
El censo de 2001, en la zona de Santa Ana de Chipaya, registró 1568 hablantes; de ellos 332 de 4 a 9 años de edad; 400, de 10 a 19; 277, de 20 a 29; 163, de 30 a 39; finalmente 166, de 40 a 49. La mayoría de los chipayas habla también el castellano y generalmente, los adultos emplean el aimara.
Desde el año 2012 se han empleado diferentes formas de preservar el idioma, entre una de ellas es la implementación del idioma chipaya en el aprendizaje escolar, tal como lo dicta la constitución del estado boliviano en las localidades cercanas al salar de Coipasa y el lago Uru, como Santa Ana de Chipaya. La Organización de la Nación Uru-Chipaya y el Instituto Técnico de la Nación Uru-Chipaya determinaron que le entre el 80-70 % de los pertenecientes a la etnia uru hablaban la lengua originaria chipaya.

## Clasificación
Se ha probado que el idioma chipaya se relaciona estrechamente con el uruquilla (uchuma taqu), lengua original de los Uros y se ha integrado con seguridad un grupo designado por varios expertos como familia lingüística uru-chipaya. Otros han sugerido relacionar este grupo con el idioma puquina en una sola familia y algunos consideran el parentesco de todas estas lenguas con la familia arawak. Alfredo Torero demostró que hasta el presente no se ha demostrado relación genética entre las lenguas uru-chipaya y el arawak ni entre el uru-chipaya y el puquina, el quechua o el aimara y consideró hipotéticamente que la separación de uruquilla y el chipaya se produjo hacia el 200 a. C. Recientemente varios chipayas pudieron escuchar y entender sin mayor problema una grabación de los últimos hablantes de uruquilla de la comunidad Uro de Irohito, realizada en 1980 y quedó demostrada cierta inteligibilidad entre ambas lenguas.

## Descripción lingüística

### Fonología
- En el cuadro 1, se presenta el inventario consonántico del chipaya (Cerrón-Palomino, 2009:35):

|             |              | Bilabiales | Dentales | Alveolares | Palatales | Palatales | Velares | Velares | Postvelares | Postvelares |
|             |              | Bilabiales | Dentales | Alveolares | [-ret]    | [+ret]    | [-lab]  | [+lab]  | [-lab]      | [+lab]      |
| Oclusivas   | Simples      | p          | t        |            |           |           | k       | kw      | q           | qw          |
| Oclusivas   | Aspiradas    | ph         | th       |            |           |           | kh      |         | qh          |             |
| Oclusivas   | Glotalizadas | p'         | t'       |            |           |           | k'      |         | q'          |             |
| Africadas   | Simples      |            |          | ts         | č         | ĉ         |         |         |             |             |
| Africadas   | Aspiradas    |            |          | tsh        | čh        | ĉh        |         |         |             |             |
| Africadas   | Glotalizadas |            |          | ts'        | č'        | ĉ'        |         |         |             |             |
| Fricativas  | Fricativas   |            | ş        | s          |           | ŝ         | x       | xw      | χ           | χw          |
| Nasales     | Nasales      | m          | n        |            | ñ         |           | ŋ       |         |             |             |
| Laterales   | Laterales    |            | l        |            | λ         |           | ɫ       |         |             |             |
| Vibrante    | Vibrante     |            | r        |            |           |           |         |         |             |             |
| Semivocales | Semivocales  | w          |          |            | y         |           |         |         |             |             |

- Ciertas africadas tienen la función de sílaba inicial.[7] Hay oposición entre consonantes oclusivas simples, aspiradas y glotalizadas. El chipaya registra, además, dos órdenes más de consonantes africadas: las alveolares y las palatales retroflexas en sus series simples y laringalizadas. Como señala Cerrón-Palomino (2009: 36), aquí radica, precisamente, una de las tantas peculiaridades fónicas de la lengua, que la diferencian de sus vecinas aimara y quechua. En el chipaya se han registrado también variantes fonéticas para las mujeres.[8]
- En el cuadro 2, se presenta el sistema vocálico del chipaya. Como se puede observar, se trata de un sistema pentavocálico parecido al del castellano, pero que, a diferencia de este, distingue entre vocales breves y largas, con lo cual el sistema se duplica a 10 fonemas vocálicos (Cerrón-Palomino, 2009: 38):

|          | Anteriores | Anteriores | Centrales | Centrales | Posteriores | Posteriores |
| Cantidad | Breve      | Larga      | Breve     | Larga     | Breve       | Larga       |
| Altas    | i          | i:         |           |           | u           | u:          |
| Medias   | e          | e:         |           |           | o           | o:          |
| Bajas    |            |            | a         | a:        |             |             |

### Morfología
En cuanto a los rasgos morfológicos del chipaya, se puede señalar lo siguiente (basado en Cerrón-Palomino, 2009: 47-67):
- El chipaya es una lengua aglutinante, con marcada tendencia hacia la fusión. Presenta múltiples sufijos y también algunos prefijos que se encuentran en proceso de obsolescencia. En (1), se ilustra el grado de complejidad interna que puede tener una palabra chipaya:

| (1) | zat-s-qat-iñ-t-ki                                      |
|     | correr-RFL-CAUS-HAB-VBL-TOP                            |
|     | ‘yo soy el que hace correr’ (Cerrón-Palomino, 2009:47) |

- En el chipaya, se distinguen tres categorías básicas de raíces: la raíces nominales, las raíces verbales y las partículas. Dentro de la categoría de raíces nominales, Cerrón-Palomino (2009:49) distingue las siguientes subclases: nombres, p.ej. zhoñi 'hombre', zqala 'sembrío'; pronombres, p.ej. wer ‘yo’, am ‘tú’; adjetivos, p.ej. ljok ‘rojo’, zona ‘manso’; numerales, p.ej. tshii ‘uno’ pizk ‘dos’; y adverbios, p.ej. tonje ‘hoy’, teqzi ‘aquí’. En cuanto a las raíces verbales, se distinguen cuatro subclases: verbos intransitivos, p. ej. thaz ‘reír’, phalan ‘sudar’; verbos transitivos, p. ej. trak ‘golpear’, kon ‘matar’; verbos ditransitivos, p.ej. toj ‘repartir’, maz ‘narrar’; y verbos copulativos, p. ej. zhel ‘estar, haber'. En cuanto a las partículas, corresponden a esta clase aquellas raíces que, semánticamente, constituyen adverbios de afirmación o negación, conjunciones, exclamaciones, interjecciones y salutaciones, como p.ej. ana ‘no’, uzh ‘o’.
- Con respecto a la morfología nominal, el nombre chipaya presenta procesos de flexión de género (se distinguen dos géneros: femenino y masculino, p. ej. azn-i ‘burra’, aznu ‘burro’), número (singular y plural, p. ej. zhoñi 'hombre', zhoñi-naka ‘hombres’), y caso. A continuación, se presenta el sistema de casos del chipaya, seguido de algunos ejemplos.

| Nominativo              | -ø                 |
| Genitivo                | -t ~ - ø ~ -(i)zh  |
| Acusativo               | -ø                 |
| Dativo/ilativo          | -kiz(i) ~ - kin(a) |
| Benefactivo             | -(ta)-japa         |
| Instrumental/comitativo | -tan(a)            |
| Locativo                | -kiz(i) ~ -kin(a)  |
| Ablativo                | -kiztan(a)         |
| Limitativo              | -kama              |
| Causal                  | -layku             |
| Comparativo             | -zhta              |

| (2) | tii                                                   | aznu-ki   | Huwan-zh-ta  |
|     | este                                                  | burro-TOP | Juan-GEN-VBL |
|     | ‘Este burro (es) de Juan.’ (Cerrón-Palomino, 2009:54) |           |              |

| (3) | am                                                 | palas-kiz | qam-tra   |
|     | tú                                                 | plaza-LOC | vivir-DCL |
|     | ‘Tú vives en la plaza.’ (Cerrón-Palomino, 2009:55) |           |           |

- En cuanto a la morfología verbal, el verbo chipaya presenta diferentes tipos de procesos flexivos, a saber: flexión de persona (primera, segunda, tercera y cuarta persona o persona inclusiva), flexión de tiempo-aspecto (presente absoluto, presente habitual, pasado imperfectivo, pasado perfectivo y futuro), flexión de modo (indicativo, optativo e imperativo) y subordinación. En cuanto a la subordinación, el chipaya presenta un sistema de cinco subordinadores que marcan la correferencia o no, [+corr, -corr], entre los sujetos de la cláusula principal y la cláusula subordinada, así como la relación temporal entre los verbos de ambas cláusulas en términos de simultaneidad, [+sim, -sim]. En el cuadro 4, se presenta el sistema de subordinadores del chipaya, seguido de algunos ejemplos:

| -kan(a) | [+ corr, + sim] |
| -an(a)  | [- corr, + sim] |
| -zhku   | [+ corr, - sim] |
| -tan(a) | [- corr, - sim] |
| -a      | [+ corr, - sim] |

| (4) | qaa-kani                                      | oqh-chi-trai |  |
|     | llorar-SUB                                    | ir-PAS-DCL   |  |
|     | ‘Llorando se fue.’ (Cerrón-Palomino, 2009:62) |              |  |

| (5) | wer                                                            | cher-ani | uri    | zat-chi-n-traj   |
|     | yo                                                             | ver-SUB  | rápido | correr-PAS-1-DCL |
|     | ‘Cuando me vio, corrí rápidamente.’ (Cerrón-Palomino, 2009:62) |          |        |                  |

- El chipaya presenta, además, un conjunto de sufijos independientes que se clasifican en ocho subclases: sufijos enunciativos, que expresan enunciados de contenido informativo, de carácter emotivo o incluso con matices de sorpresa; sufijos modales, que expresan distintas modalidades epistémicas (indefinido, hipotético y conjetural); sufijos evidenciales, que expresan valores que responden a la fuente de datos (asertivo y reportativo); sufijos interrogativos, que marcan interrogación (corroborativo e informativo); sufijos concordantes, que establecen una relación de concordancia entre el sujeto participante de la oración y el elemento que los porta; sufijos conectores, que establecen una relación entre un enunciado y otro dentro del discurso; sufijos enfáticos, que pueden expresar un sentido categórico, corroborativo o puntualizador; y sufijos afectivos, que transmiten un sentimiento de simpatía o de compasión.

### Sintaxis
En lo que respecta a la sintaxis del chipaya, se puede señalar lo siguiente (Cerrón-Palomino, 2009: 67-74):
- El orden no marcado de constituyentes en la oración es del tipo Sujeto Objeto Verbo (SOV), como se ilustra en (6):

| (6) | S                                                    | O    | V               |
|     | zhoñi                                                | qaz  | jwat-chi-tra    |
|     | hombre                                               | pato | golpear-PAS-DCL |
|     | ‘Un hombre cazó un pato.’ (Cerrón-Palomino, 2009:67) |      |                 |

- La frase nominal se caracteriza estructuralmente por estar formada por un núcleo, que en este caso es un nombre, precedido o no de uno o más modificadores, entre los cuales se encuentran: los determinantes, los numerales, los adjetivos, los atributos, y las cláusulas subordinadas. Como en toda lengua SOV, estos modificadores se caracterizan por preceder siempre a su núcleo, como se observa en (7):

| (7) | paqh(i)       | qhuya |
|     | grande        | casa  |
|     | ‘casa grande’ |       |

- Según la naturaleza del predicado, las oraciones simples se distinguen en copulativas, como en (8), y predicativas, como en (9). Según su modalidad, éstas pueden ser declarativas, como en (10), interrogativas, como en (11), exhortativas, etc.

| (8) | am-ki                                                 | laa     | zhel-ñ-am-tra   |
|     | tú-TOP                                                | enfermo | estar-HAB-2-DCL |
|     | ‘Tú sueles estar enfermo.’ (Cerrón-Palomino, 2009:70) |         |                 |

| (9) | qiti-ki                                                 | pampi-kin | tik-z-chi-tra     |
|     | zorro-TOP                                               | pampa-LOC | morir-RFL-PAS-DCL |
|     | ‘El zorro murió en la pampa.’(Cerrón-Palomino, 2009:71) |           |                   |

| (10) | hazi-ki                                                        | chhizwi | poot-u-tra   | wer-ki |
|      | ahora-TOP                                                      | carne   | cortar-1-DCL | yo-TOP |
|      | ‘Ahora yo estoy cortando la carne’. (Cerrón-Palomino, 2009:71) |         |              |        |

| (11) | ¿am                                            | kintu  | ziz-qa-y?      |
|      | tú                                             | cuento | saber-INT-CORR |
|      | ‘¿Sabes un cuento?’ (Cerrón-Palomino, 2009:71) |        |                |

- En el chipaya, se distinguen tres tipos de oraciones complejas: oraciones yuxtapuestas, como en (12), oraciones coordinadas, como en (13), y oraciones subordinadas, con verbo no-finito (o no conjugado), como en (14), y con verbo finito, como en (15):

| (12) | laa-ki                                                    | ana-zh  | lul-tra,   | ana-zh  | lik-tra   |
|      | enfermo-TOP                                               | no-CNCR | comer-DCL, | no-CNCR | beber-DCL |
|      | ‘El enfermo no come, no bebe.’ (Cerrón-Palomino, 2009:72) |         |            |         |           |

| (13) | am-ki                                                          | lul-a-ki-ya           | uzh | thaj-a-ja          |
|      | tú-TOP                                                         | comer-INCMPL-FUT-CORR | o   | dormir-INCMPL-CNJT |
|      | ‘Tú vas a comer o quizás a dormir.’ (Cerrón-Palomino, 2009:72) |                       |     |                    |

| (14) | wer-ki                                                     | lanz-n-a-tra        | tik-za-ñ-kama   |
|      | yo-TOP                                                     | trabajar-INCMPL-DCL | morir-¿?-NML-AL |
|      | ‘Yo trabajaré hasta que muera.’ (Cerrón-Palomino, 2009:74) |                     |                 |

| (15) | nii                                                      | zhoñi  | thon-a-ki-tra        | niki, | ana-l   | oqh-a-tra     |
|      | el                                                       | hombre | venir-INCMPL-FUT-DCL | COND  | no-CNCR | ir-INCMPL-DCL |
|      | ‘Si el hombre viene, no iré.’ (Cerrón-Palomino, 2009:74) |        |                      |       |         |               |